# Flemming Jensen
Pour les articles homonymes, voir Jensen.
Œuvres principales
- Le Blues du braqueur de banque
- Maurice et Mahmoud

Flemming Jensen, né le 18 octobre 1948 à Copenhague, est un écrivain, acteur et humoriste danois.
Il est l'auteur de Imaqa (1999), Le Blues du braqueur de banque (2012) et Maurice et Mahmoud (2013). En 2014, il adapte au Danemark les racontars de Jørn Riel pour le théâtre et publie en France Le petit traité des privilèges de l'homme mûr et autres réflexions nocturnes.

## Œuvres
- (da) Vejledning i sælfangst, 1975
- (da) Gjøngehøvdingen, 1993
- (da) Breve til Mogens, 1997
- (da) De dansk-vestindiske nisser, 1997
- Imaqa : une aventure au Groenland, Gaïa, 2002 ((da) Ímaqa, 1999)
- Manuel de la chasse aux phoques, Gaïa, 2003 ((da) )
- (da) Den sure humorist, 2000
- (da) Guldlok og de tre bjørne, 2000
- (da) Den grønlandske duo, 2002
- (da) Den skyldiges uskyld, 2005
- (da) Og på den 8. dag skabte han en revisor, 2006
- (da) Et sted på Sjælland eksploderer en gris, 2006
- (da) Den polske luder vender tilbage, 2006
- (da) Bøssen i baggården, 2006
- (da) Jorden rundt i 80 dage, 2007
- Le Blues du braqueur de banque, Gaïa, 2012 ((da) Bankrøver blues, 2008)Prix littéraire des jeunes Européens 2014
- Petit traité des privilèges de l’homme mûr et autres réflexions nocturnes, Gaïa, 2014 ((da) En lille bog om glæden ved at blive nattetisser, 2009)
- (da) Jakob, 2010
- Maurice et Mahmoud, Gaïa, 2013 ((da) Mogens og Mahmoud, 2012)Prix littéraire des jeunes Européens 2015